# Confederación Interamericana de Trabajadores
La Confederación Interamericana de Trabajadores (CIT) fue un sindicato fundado el 13 de enero de 1948 en Lima, Perú.[cita requerida] Fue el resultado del quiebre al interior de la Federación Sindical Mundial y de su filial latinoamericana, la CTAL entre comunistas y socialdemócratas. Fue creada por iniciativa de la Federación Estadounidense del Trabajo (AFL, del inglés American Federation of Labor) como una alternativa a la Confederación de Trabajadores de América Latina (CTAL), la cual estaba controlada por comunistas.
Se formó en un congreso en Lima, Perú, organizado por la Confederación de Trabajadores del Perú. Asistieron aproximadamente 100 delegados representantes de doce países. Se celebró un segundo congreso en septiembre de 1949, que pidió a los sindicatos afiliados a la CTAL de separarse de esa organización y unirse a ella. También resolvieron desarrollar contactos con los sindicatos europeos con el fin de fundar una nueva organización sindical mundial. En enero de 1951 la Confederación se disolvió para convertirse en la filial regional de la Confederación Internacional de Organizaciones Sindicales Libres (ORIT). Su primer presidente fue Bernardo Ibáñez Águila, de la Confederación de Trabajadores de Chile.